# Kantorhaus (Leipheim)

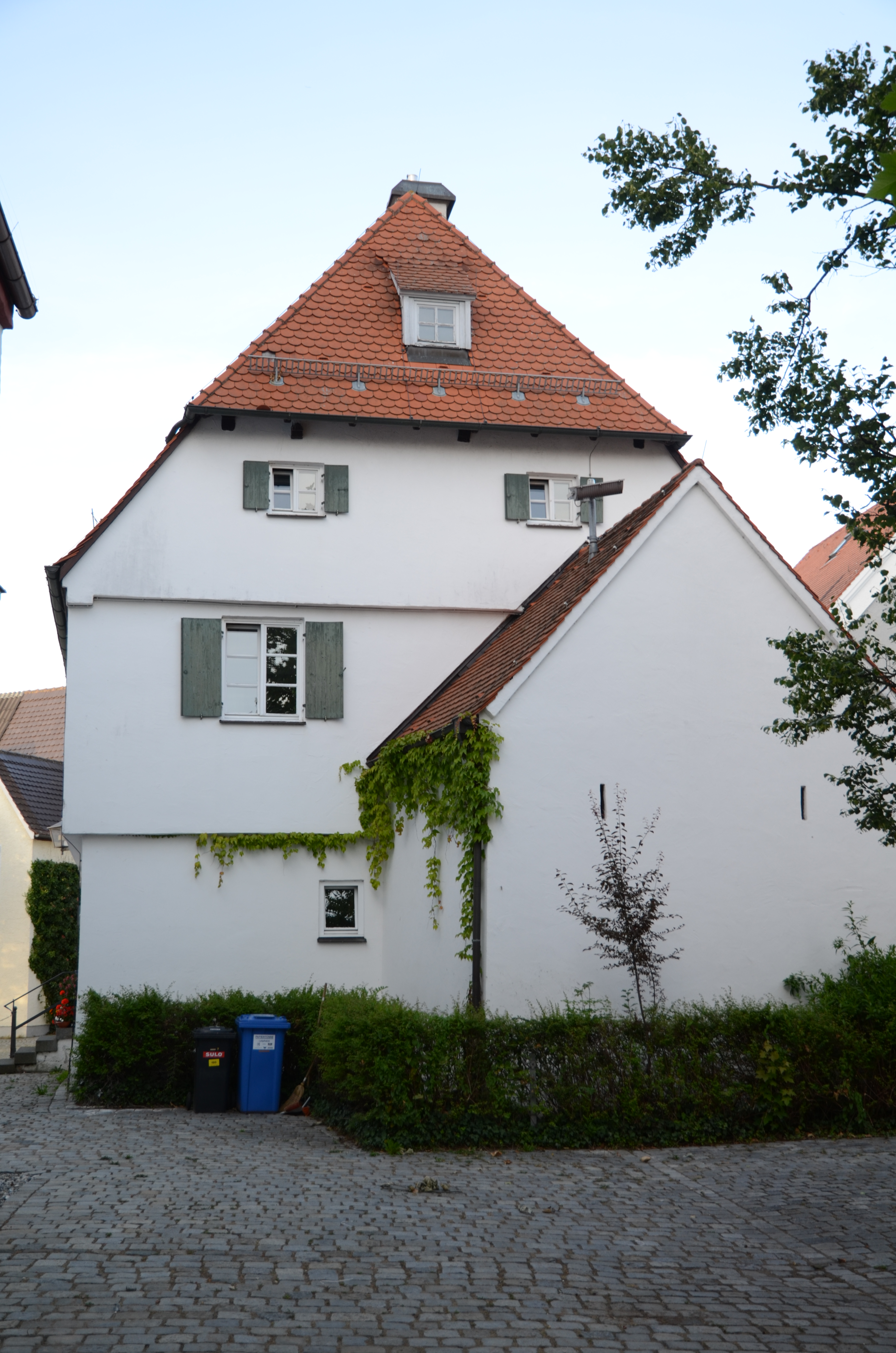
Kantorhaus in Leipheim

Das Kantorhaus in Leipheim, einer Stadt im schwäbischen Landkreis Günzburg in Bayern, wurde 1700 errichtet. Das auch als Schul-, da der Kantor im 17. und 18. Jahrhundert auch Lehrer war, und Mesnerhaus bezeichnete Gebäude am Kirchplatz 2 ist ein geschütztes Baudenkmal.

## Beschreibung
Das unmittelbar am Chor der evangelischen Pfarrkirche St. Veit gelegene Gebäude ist ein verputztes Fachwerkhaus mit Satteldach und an der westlichen Seite mit einem Halbwalm. Der zweigeschossige Bau über einem leicht trapezoiden Grundriss besitzt ein vorkragendes Obergeschoss und Giebeldreieck. Vom Umbau aus der Mitte des 19. Jahrhunderts sind noch Ausstattungsteile erhalten.